# 54827 Kurpfalz
54827 Kurpfalz è un asteroide della fascia principale. Scoperto nel 2001, presenta un'orbita caratterizzata da un semiasse maggiore pari a 2,3871494 UA e da un'eccentricità di 0,2112625, inclinata di 3,12893° rispetto all'eclittica.